# Demòfil de Tèspies
Demòfil de Tèspies (en grec: Δημόφιλος Demophilos), segons Heròdot, era el comandant d'un contingent de 700 tespis a la batalla de les Termòpiles (480 aC). El seu pare fou Diadromes (Διαδρόμης).
Demòfil i els seus homes van lluitar en la batalla i, al final, es van situar junt amb els 300 espartans a l'última tribuna, tots van morir. El viatger i geògraf grec antic Pausànies també va escriure sobre l'estada dels tespis a les Termòpiles juntament amb els espartans.
Després de la batalla de les Termòpiles, l'exèrcit persa va cremar la ciutat de Tèspies. Els ciutadans havien fugit al Peloponès. Més tard, els tespis van lluitar contra l'exèrcit persa a la batalla de Platea (479 aC).
Demòfil està immortalitzat en molts llibres i pel·lícules. A la pel·lícula The 300 Spartans de 1962, Demòfil va ser interpretat per l'actor grec Yorgos (George) Moutsios.
A les Termòpiles hi ha un monument, al costat del monument de Leònides, en memòria d'ell i dels seus homes. També hi ha un monument a Demòfil a l'actual Tèspies.